# Distrikt Coporaque (Espinar)
Der Distrikt Coporaque liegt in der Provinz Espinar in der Region Cusco in Südzentral-Peru. Der am 29. August 1834 gegründete Distrikt hat eine Fläche von 1543 km². Beim Zensus 2017 lebten 10.929 Einwohner im Distrikt. Im Jahr 1993 lag die Einwohnerzahl bei 13.590, im Jahr 2007 bei 15.838. Sitz der Distriktverwaltung ist die auf einer Höhe von 3942 m gelegene Ortschaft Coporaque mit 284 Einwohnern (Stand 2017). Coporaque liegt 13 km westlich der Provinzhauptstadt Yauri.

## Geographische Lage
Der Distrikt Coporaque liegt im Andenhochland im Westen der Provinz Espinar. Der Río Sañu, ein linker Nebenfluss des Río Apurímac, fließt entlang der südlichen Distriktgrenze nach Osten. Der Río Apurímac bildet die östliche Distriktgrenze. Der Río Oquero, ein weiterer linker Nebenfluss des Río Apurímac, durchquert den zentralen Teil des Distrikts in östlicher Richtung. Dessen oberes Einzugsgebiet bildet einen Teil des regionalen Schutzgebietes Tres Cañones.
Der Distrikt Coporaque grenzt im Westen an den Distrikt Santo Tomás (Provinz Chumbivilcas), im Nordwesten an die Distrikte Velille und Livitaca (ebenfalls in der Provinz Chumbivilcas), im Nordosten an den Distrikt Checca (Provinz Canas), im Osten an die Distrikte Pichigua und Espinar, im Süden an die Distrikte Tisco (Provinz Caylloma) und Suyckutambo sowie im Südwesten an den Distrikt Caylloma (Provinz Caylloma).